# Federation Internationale des Associations de Multimedia
Die Federation Internationale des Associations de Multimedia (FIAM) [Internationale Föderation der Multimediaorganisationen] ist eine Nichtregierungsorganisation in Montreal.
Die FIAM wurde von Hervé Fischer 1997 in Kanada gegründet. Ihre Mitglieder sind Digital Media-Verbände, die mittelständische Unternehmen im Bereich Multimedia und Internet Services sowie Technologien und Inhalte, repräsentieren. Der Verband hat außerdem ein internationales Netzwerk, dem z. B. die Vereinten Nationen im Zusammenhang mit dem ECOSOC (economic und social)-Programm seit 2004, die Organisation International Francophone, der Commonwealth of Nations, spanische und portugiesische Organisationen sowie Unternehmen und Stiftungen angehören.
Das Hauptquartier der FIAM ist in Montreal, weitere Büros bestehen in China, Europa und Australien, dort vertreten durch AIMIA.
FIAM gewährt Unterstützung und Hilfestellung für eine internationale Kommunikation von Business- und Regierungspartnern. Ein Vorhaben ist die Führung der Public Private Partnership für das Digital Park Projekt in Shenyang, China.
Seit 2004 veranstaltet die FIAM den jährlichen Kongress „World Summit on Internet and Multimedia“. Die Kongresse fanden nacheinander in Montreal, Abu Dhabi, Montreux, Peking und Shenyang statt. Außerdem werden jährlich Workshops und Programme durchgeführt.